# Celeste Boureille
Celeste Boureille, née le 20 avril 1994 à San Francisco, est une footballeuse américaine évoluant au poste de milieu de terrain à Montpellier en D1 féminine.

## Biographie

### Carrière en club
Celeste Boureille commence le football avec le club de Sacred Heart Cathedral puis au Mustang Soccer Club. En 2012, elle rejoint l'Université de Californie à Berkeley et dispute 84 matchs avec les California Golden Bears jusqu'en 2015. Elle reçoit à l'occasion plusieurs distinctions du Pac-12 All-Academic.
Après son cursus universitaire, Celeste s'engage avec les Thorns de Portland en 2016. Elle joue plus d'une soixantaine de rencontre de NWSL et remporte en 2017 le championnat avec Portland. Pendant les trêves américaines, elle est prêtée en Australie à plusieurs reprises dans les clubs de Canberra et Brisbane où elle est nommée joueuse de l'année en 2017-2018, et obtient le trophée de BRFC Players en 2018-2019.

### Carrière internationale
Celeste Boureille a connu les sélections jeunes américaines et notamment les U23 en 2017.

## Palmarès
Portland Thorns
- NWSL (1) :
  - Vainqueur : 2017.
  - Ac Milan : 2022